# Roser Bastida Areny
Roser Bastida Areny   (28 de setembre de 1955) és una política andorrana. És membre del Partit Liberal d'Andorra.